# Hospitales infantiles Shriners
Los Hospitales infantiles Shriners son una red de 22 instalaciones médicas sin ánimo de lucro en América del Norte. Los niños con afecciones ortopédicas, quemaduras, lesiones de la médula espinal, labio leporino y fisura palatina, son elegibles para recibir atención médica y reciben todos los servicios en un entorno centrado en la familia, independientemente de la capacidad de pago del paciente. El cuidado de los niños generalmente se brinda hasta los 18 años, aunque en algunos casos, puede extenderse hasta los 21 años.
Con sede en Tampa, Florida, los hospitales son propiedad y están operados por la organización Shriners International, anteriormente conocida como la Antigua Orden Árabe de los Nobles del Santuario Místico, una organización relacionada con la francmasonería cuyos miembros son conocidos como Shriners. No se requiere que los pacientes tengan ninguna afiliación familiar con la orden de los Shriners ni con la francmasonería.

## Historia

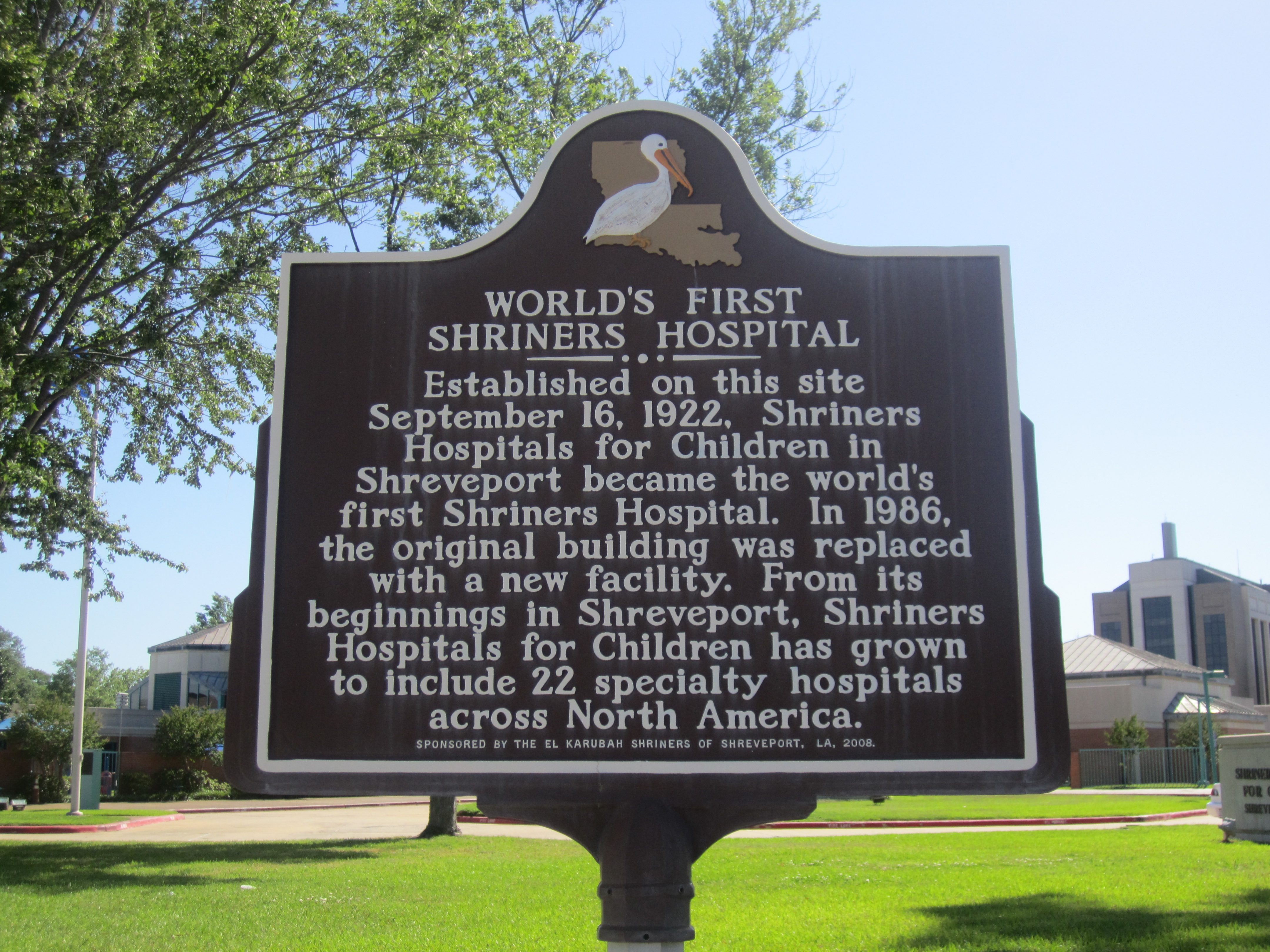
Marcador histórico que indica la ubicación del primer Hospital Shriners (1922) junto a King's Highway en Shreveport, Luisiana.

En 1920, la Sesión Imperial de los Shriners se llevó a cabo en Portland, Oregón. Durante esa sesión, los miembros aprobaron por unanimidad una resolución presentada por W. Freeland Kendrick quien (mientras se desempeñaba como Potentado Imperial) presentó la resolución que creó los Hospitales infantiles Shriners. El primer hospital del sistema se abrió en 1922 en Shreveport, Luisiana, brindó atención ortopédica pediátrica.
Los Hospitales infantiles Shriners trabajaron en estrecha colaboración con el Comando Sur de Estados Unidos y otros comandos militares, incluidos el Ejército y la Fuerza Aérea de los Estados Unidos, las Fuerzas Armadas de Guatemala, y a través de la Embajada de Estados Unidos en Guatemala, el Departamento de Salud y Servicios Humanos, y el Departamento de Estado de los Estados Unidos, para  organizar los visados y las evacuaciones médicas a los Estados Unidos, con un compromiso global con los niños de todo el Mundo.
En 1962, Shriners de Norteamérica asignó $10 millones de dólares estadounidenses para establecer tres hospitales que se especializaban en el tratamiento y la rehabilitación de niños quemados. Después de visitar 21 instituciones médicas universitarias, se tomó la decisión de construir un primer hospital pediátrico de quemados en el campus del Centro Médico de la Universidad de Texas ubicado en Galveston, Texas.
En 1994, Chronicle of Philanthropy, publicó los resultados del estudio más grande sobre popularidad y credibilidad de organizaciones benéficas sin ánimo de lucro. El estudio mostró que los Hospitales Shriners se clasificaron como la novena organización benéfica sin ánimo de lucro más popular en Estados Unidos, entre más de 100 organizaciones benéficas investigadas. En septiembre de 2008, el Hospital Shriner's en Galveston sufrió daños importantes por el huracán Ike. En ese momento, el hospital estaba cerrado por renovación y en otros Hospitales Shriners para niños se ofrecía atención a niños con quemaduras agudas. Los Shriners habían considerado cerrar las instalaciones en Shreveport, Luisiana; Greenville, Carolina del Sur; Erie, Pensilvania; Spokane, Washington; Springfield, Massachusetts y Galveston, Texas, eliminando un total de 225 camas. Sin embargo, en julio de 2009, la convención nacional de los Shriners votó abrumadoramente en contra del cierre de hospitales y la reparación y reapertura de las instalaciones de Galveston.
En 2009, a pesar de una dotación económica que disminuyó de $8.000 millones a $5.000 millones de dólares, en menos de un año, debido a la economía, Douglas Maxwell, el director ejecutivo de los hospitales, dijo que él y otros Shriners confían en que el sistema hospitalario podrá seguir siendo solvente a largo plazo. Maxwell declaró en julio de 2009 que algunas de las instalaciones pueden convertirse en centros quirúrgicos para pacientes ambulatorios y comenzarán a aceptar pagos de seguros (para la mayoría de la atención) por primera vez en los 87 años de historia de los hospitales. Maxwell dijo que los niños que sufren quemaduras, afecciones ortopédicas, lesiones de la médula espinal y paladar hendido seguirán recibiendo tratamiento sin cargo para sus familias.
En mayo de 2015, los Hospitales infantiles Shriners se convirtieron en miembros de la red de cuidados de la Clínica Mayo (en inglés estadounidense: Mayo Clinic Care Network), una red nacional de organizaciones comprometidas para ofrecer un mejor servicio a los pacientes y sus familias a través de la colaboración con los médicos.

## Tratamientos

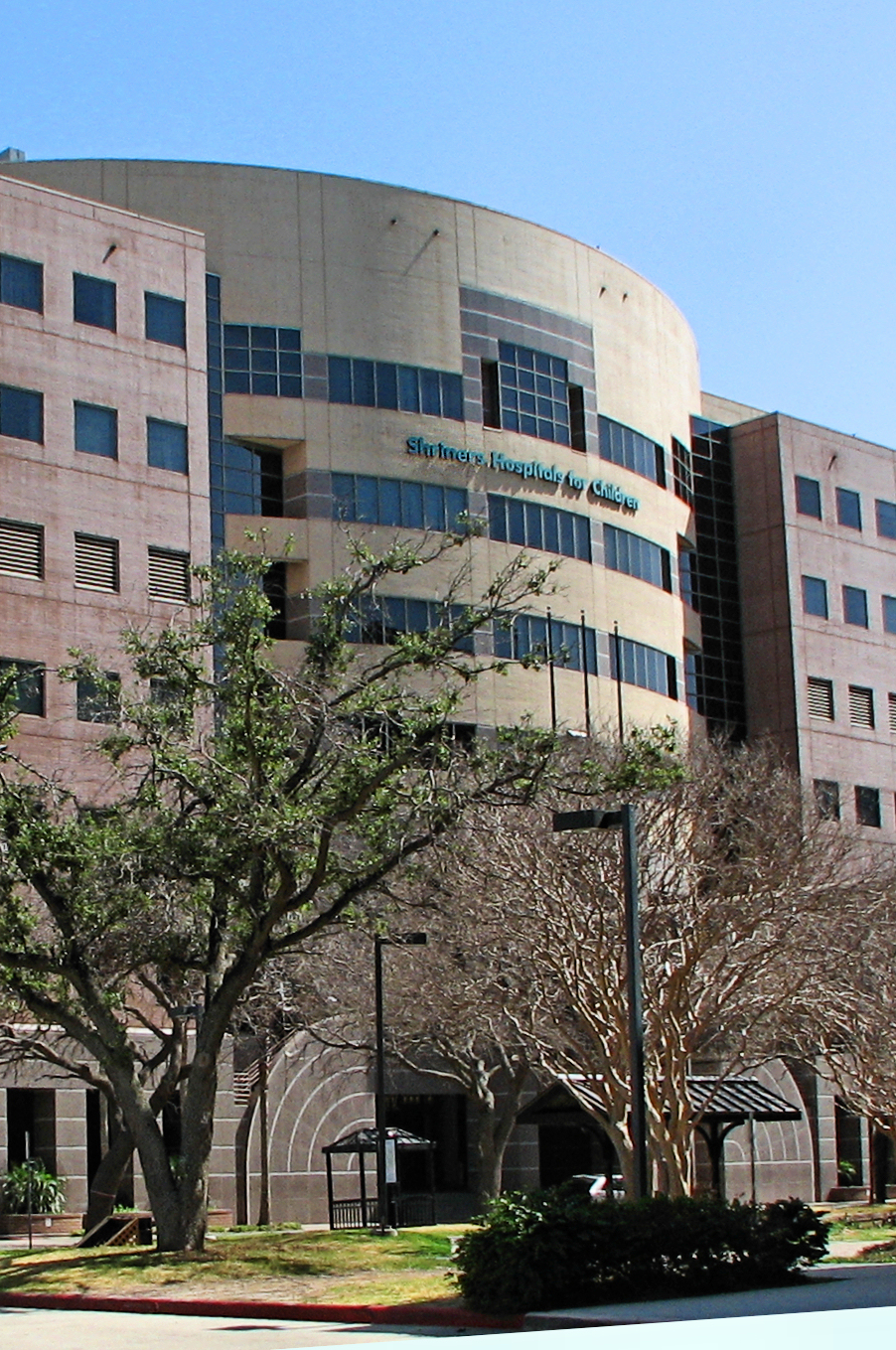
El Hospital Shriners en el Centro Médico de la Universidad de Texas.

Las áreas de tratamiento cubren una amplia gama de ortopedia pediátrica, que incluyen escoliosis, discrepancias en las extremidades, pie equinovaro, subluxación de cadera y artritis idiopática juvenil, así como parálisis cerebral, espina bífida y otras afecciones neurológicas que afectan la carrera y el movimiento. Tres de los hospitales brindan rehabilitación de lesiones de la médula espinal que es apropiada para el desarrollo de niños y adolescentes, con programas de deportes de aventura y adaptados, rehabilitación basada en actividades, acuaterapia, terapia asistida con animales y otros programas. Cuatro de los hospitales (Boston, Galveston, Cincinnati y Sacramento) brindan atención a niños con quemaduras, además de tratar una variedad de afecciones de la piel como la epidermólisis ampollar y la necrólisis epidérmica tóxica. Los hospitales de Boston, Chicago, Shreveport y Portland también brindan tratamiento para niños con afecciones craneofaciales, especialmente hendiduras faciales.
El hospital de Sacramento es el único hospital del sistema Shriners que se centra en las tres áreas de tratamiento (quemaduras, ortopedia y lesiones de la médula espinal), así como en la investigación. El hospital de Sacramento también tiene su propio laboratorio de órtesis y prótesis e instalaciones de desarrollo. Con frecuencia, los conductores Shriners, ofrecen transporte gratuito a los pacientes y sus familias en todo el país, en furgoneta o en avión. Los niños aceptados para recibir tratamiento pasan a formar parte del sistema del Hospital Shriners hasta que cumplen 18 años o, a veces, 21 años, y cumplen los requisitos para recibir tratamiento hospitalario y ambulatorio para todas las facetas de su discapacidad.
Si bien la misión principal de los hospitales es brindar atención médica a los niños, independientemente de la capacidad de pago de la familia, la misión de los hospitales también incluye la investigación sobre las condiciones tratadas y la educación de los profesionales médicos, incluidos los residentes y becarios médicos, enfermeras, terapeutas ocupacionales y de recreación, patología del habla y el lenguaje, psicólogos, trabajadores sociales y especialistas en vida infantil.

## Dotación financiera
En el año 2012, los Hospitales Shriners tenían una dotación financiera de $8.200 millones, lo que ha aumentado significativamente desde abril de 2009, cuando la dotación se redujo a aproximadamente $5.000 millones debido a la recesión.

## Hospitales Shriners

### Estados Unidos
Hospitales Shriners, hospitales por especialidad:
- Hospital infantil Shriners - Boston, Massachusetts - (quemaduras agudas, ortopedia, labio leporino y paladar hendido).
- Hospital infantil Shriners - Chicago, Illinois - (ortopedia, lesión de la médula espinal, labio leporino y paladar hendido).
- Hospital infantil Shriners - Dayton, Ohio - (quemaduras agudas, labio leporino y paladar hendido, cirugía plástica infantil).
- Hospital infantil Shriners - Centro de cirugía ambulatoria y centro de atención especializada para pacientes ambulatorios, Erie, Pensilvania - (ortopedia).
- Hospital infantil Shriners (Texas) - Galveston, Texas - (quemaduras agudas).
- Hospital infantil Shriners (Houston) - Houston, Texas - (cerrado).
- Hospital infantil Shriners - Greenville, Carolina del Sur - (ortopedia).
- Hospital infantil Shriners - Honolulu, Hawái - (ortopedia, odontología pediátrica).
- Centro médico del Hospital infantil Shriners - Lexington, Kentucky - (ortopedia).
- Centro médico infantil Shriners - Pasadena, California - (ortopedia, labio leporino y paladar hendido).
- Shriners Healthcare for Children - Mineápolis, Minnesota - (ortopedia).
- Hospital infantil Shriners - Filadelfia, Pensilvania - (ortopedia, lesión de la médula espinal).
- Hospital infantil Shriners - Portland, Oregón - (ortopedia).
- Un antiguo edificio de 1923, el Old Shriners Children's Hospital, también llamado Shriners Hospital for Crippled Children, fue incluido en el Registro Nacional de Lugares Históricos de Estados Unidos, pero desde entonces ha sido demolido.
- Hospital infantil Shriners - Sacramento, California - (quemaduras agudas, ortopedia, lesión de la médula espinal) instalación sucesora del hospital de San Francisco, California.
- Hospital infantil Shriners - San Luis, Misuri - (ortopedia).
- Hospital infantil Shriners - Salt Lake City, Utah - (ortopedia).
- Hospital infantil Shriners - Shreveport, Louisiana - (ortopedia, escoliosis, labio leporino y paladar hendido) el primer Hospital Shriners.
- Hospital infantil Shriners - Spokane, Washington - (ortopedia).
- Hospital infantil Shriners - Springfield, Massachusetts - (ortopedia, labio leporino y paladar hendido).
- Hospital infantil Shriners - Tampa, Florida - (ortopedia).

(Tampa Florida, Pronto cierran operaciones abril 2022.)

### Canadá
- Hospital infantil Shriners - Canadá (Montreal, Quebec), que presta servicios en Canadá y el Nordeste de Estados Unidos (ortopedia).

### México
- Hospitales Shriners para niños - Ciudad de México, México (ortopedia).